# Bandera de Entre Ríos
La bandera de la provincia de Entre Ríos es similar a la bandera de la República Argentina, difiriendo en que se encuentra atravesada por una franja roja desde la esquina superior izquierda a la inferior derecha y que no tiene el sol de Mayo. El rojo punzó es el color tradicional del federalismo argentino, por lo que la banda refiere a la postura históricamente federal de Entre Ríos. Según disposición del Gobernador Sergio Alberto Montiel mediante el Decreto 879/87 GOB,  se declaró "Bandera Oficial de la Provincia de Entre Ríos, al pabellón con franjas y colores idénticos a la Nacional, cruzada por una franja  roja, en diagonal desde el ángulo superior izquierdo al ángulo inferior derecho".
Dicho Decreto fue ratificado por la Ley N°9.385/02 de la Legislatura de la Provincia de Entre Ríos.
Mediante Ley N°10.220 del año 2013, se estableció el día 19 de junio como "Día de la Bandera de la Provincia de Entre Ríos", fecha en que se recuerda el nacimiento de José Gervasio Artigas.

## Bandera actual
Mediante Decreto N° 879/1987 MGJE del 5 de marzo de 1987 del Gobernador Sergio Montiel se declaró Bandera Oficial de la Provincia de Entre Ríos, al pabellón con franjas y colores idénticos a la Nacional,  cruzada por una franja roja,  en diagonal desde el ángulo superior izquierdo al ángulo inferior derecho.
El decreto 876/2001 MGJE del 29 de marzo de 2001 dispuso: que el pabellón nacional deberá ser acompañado conjuntamente con la Bandera de Entre Ríos en todo acto cívico, de seguridad y escolar que se realice en la provincia.
El decreto 1040/2001 MGJE del 11 de abril de 2001 dispone nuevamente que el pabellón Nacional deberá ser acompañado conjuntamente con la Bandera de Entre Ríos en todo acto cívico,  de seguridad y escolar que se realice en la Provincia subsanando de esta manera el error del Decreto 876/01 en cuyos "Considerandos" se menciona erróneamente que la Bandera de Entre Ríos fue creada por Ley del 28 de diciembre de 1833.
La ley N.º 9385 sancionada el 17 de enero de 2002 declaró como Bandera Oficial  de la Provincia de Entre Ríos al Pabellón formado por dos listas azul-celeste y una blanca en el medio, idéntico a la Bandera Nacional, atravesadas las tres (3) en diagonal por otra franja color rojo punzó, desde el ángulo superior izquierdo al ángulo inferior derecho, conforme al reconocimiento y declaración establecida por Decreto 879/87 GOB. También dispuso que la Bandera Nacional debe ser acompañada por la de Entre Ríos en todo acto patriótico, cívico e instituciones que se realice en la provincia y que los edificios públicos deben ser embanderados con ambos pabellones y que en todo el territorio provincial se rinda a la Bandera de Entre Ríos, los mismos honores que al Pabellón Nacional.

La ley N.º 10220 sancionada el 18 de junio de 2013 determinó: Establécese el día 19 de junio como “Día de la Bandera de la Provincia de Entre Ríos, fecha en que se recuerda el nacimiento de José Gervasio Artigas. También estableció que se incluya en los contenidos curriculares de todos los niveles educativos, los actos y protocolos que correspondan.-

## Bandera de Artigas

Bandera de José Gervasio Artigas.

La bandera diseñada por José Gervasio Artigas, fue basada en la bandera creada en 1812 por Manuel Belgrano, a la cual le añadió el color rojo punzó como de la sangre derramada por la independencia respecto a España y el imperio lusobrasileño y por el federalismo, y con el objetivo de ser el emblema de la Liga Federal de las Provincias Unidas del Río de la Plata, por lo que ha resultado ser la primera bandera del Partido Federal. En un principio constaba de tres bandas azul-blanco-azul, donde cada una de las bandas azules tenía dentro una banda roja horizontal; cada banda punzó (roja) representaba las bandas oriental y occidental del Río de la Plata en la misma bandera. Más tarde, es el mismo Artigas quien cambia los dos listones horizontales por dos en diagonal y luego por uno solo en diagonal, argumentando que "a la distancia era difícil distinguirlos"; en este caso, las dos bandas del Río de la Plata son las franjas azulcelestes, el Río de la Plata es representado con la franja horizontal central blanca (en heráldica: color plata) y la franja punzó o gules roja, que al cruzarlas une a todas las bandas, señala la unión libre de los pueblos (Unión de los Pueblos Libres).

## República de Entre Ríos
El general Francisco Ramírez mantuvo la bandera utilizada por Artigas como emblema de la República de Entre Ríos que creó en 1820.  

Entrerrianos: un día grande estaba reservado para demarcar nuestras glorias. El presente es consagrado a tan noble empeño. El pabellón de la República se ha enarborado, anunciando al mundo que ha llegado al Entre Ríos la época de su grandeza.

Soldados: esa bandera tricolor es el distintivo de vuestra heroicidad; servidle con amor y sostenedla con firmeza; ella decifra el mérito de vuestros sudores, de vuestros afanes, de tanta sangre y hasta de los últimos sacrificios. Jurad perecer antes que verla abatida por ningún tirano (...)
Proclama de Ramírez en octubre de 1820

## Bandera de Mansilla

Versión de la bandera de Mansilla con un escudo no oval. No hay registros de que esta bandera haya sido usada.

Luego de ser restaurada la provincia de Entre Ríos por Lucio Norberto Mansilla en 1821, el congreso provincial sancionó una ley el 12 de marzo de 1822 que suprimió el uso de la bandera federal y de cualquier otra que se utilizara, reemplazándola por la nacional con el escudo de Entre Ríos en el medio, que fue creado por la misma ley.

(...) por el presente ordena y manda, que en todas las Plazas, Puertos y fuertes de esta Provincia, como en los Buques de guerra y de propiedad particular de sus habitantes, no se enarbole otro que el dicho pabellón nacional azul y blanco en los términos expresados, ínterin otra cosa no se disponga por el Congreso General; para que así por todas partes se les reconozca y tenga por tales nacionales, y correspondientes á las Provincias Unidas del Río de la Plata en Sud América, bajo cuyo gobierno central deben estar en todo caso los Estados y Provincias ahora independientes; y á efecto tan solo de que se reconozca en el mismo pabellón la Provincia á que pertenece la Plaza, el fuerte ó Buque donde se enarbole llevará en el centro, hasta la Constitución general; el nuevo escudo particular de la Provincia, que el Congreso tiene acordado.

Pese a lo acordado, no hay registros de que esta bandera haya sido usada. Tampoco se sabe si azul y blanco significaba eso o celeste y blanco. Luego de la renuncia de Mansilla en 1824, durante el gobierno de Juan León Sola la bandera de Ramírez volvió a flamear informalmente en la provincia junto a la nacional, aunque no se formalizó debido a la lucha de facciones en los años siguientes.

## Bandera de Pascual Echagüe
Durante el gobierno de Pascual Echagüe, el 28 de diciembre de 1833 la legislatura provincial proclamó una nueva bandera provincial a través de una ley que suplantó el uso de la bandera nacional:

Art. 1°. La bandera azul y blanca que hasta hoy ha cubierto la Provincia no se usará en adelante en las fortalezas, puertos ni buques de su dependencia ni menos en su ejército.

2°. En adelante solo se usará de un pabellón tricolor con tres fajas horizontales, debiendo ser blanca la del centro, azul y colorada las de los lados, poniéndose en la parte superior la azul hasta la mitad de la bandera y el mismo escudo en el centro.

Esta bandera fue usada por Justo José de Urquiza en la batalla de Caseros en 1852 y dejó de usarse al federalizarse el territorio de Entre Ríos en 1853, suprimiéndose la provincia y enarbolándose el pabellón nacional. Al restaurarse la provincia en 1860 no volvió a ser usada hasta la Rebelión jordanista de 1870, cayendo luego en desuso.